# Массовое убийство на Хинтеркайфеке
Массовое убийство на Хинтеркайфеке (нем. Massaker von Hinterkaifeck) — одно из самых известных и загадочных преступлений в истории Германии, произошедшее на хуторе Хинтеркайфек, располагавшемся между баварскими городами Ингольштадт и Шробенхаузен. 4 апреля 1922 года на хуторе были найдены тела всех на нём проживающих — Андреаса Грубера, его жены Цецилии, их овдовевшей дочери Виктории Габриэль, двух её детей Цецилии и Йозефа, а также недавно прибывшей горничной Марии Баумгартнер. Все они были убиты посредством ударов мотыгой. Семейство Груберов пользовалось дурной славой среди односельчан и держалось особняком. Андреас проявлял насилие в отношении домочадцев, привлекался к уголовной ответственности за половые отношения с собственной дочерью и, вероятно, был биологическим отцом её сына.
Последовавшее за инцидентом расследование привлекло огромное внимание со стороны общественности и прессы, но преступника определить так и не удалось. Было установлено, что нападавший жил в усадьбе в течение нескольких дней после убийства, топил печь и кормил скот, из-за чего соседи не сразу забили тревогу. Среди подозреваемых назывались Лоренц Шлиттенбауэр, который был записан отцом Йозефа и выплачивал на него алименты; Карл Габриэль, якобы погибший в Первой мировой войне муж Виктории и отец Цецилии; а также несколько действовавших в то время преступных группировок. Официально расследование продолжается по сей день. По мотивам преступления было снято несколько художественных и документальных фильмов.

## Семейство Груберов
Считается, что усадьба была построена около 1863 года; первое упоминание о ней датируется 1869 годом. Название «Хинтеркайфек» было неофициальным и использовалось для обозначения отдалённой части посёлка Кайфек, расположенной примерно в 1 километре к северу от основной части (ещё двух усадеб) и скрытой в лесу. Префикс «Хинтер» — часть многих немецких топонимов, которая переводится как «позади». Посёлок был частью города Вангена, включённого в 1971 году в состав Вайдхофена. Андреас Грубер (род. 1858) и Цецилия (род. 1849, урождённая Занхютер, нем. Sanhüter) стали владельцами усадьбы 14 апреля 1886 года. До этого усадьба принадлежала Йозефу Азаму (нем. Josef Asam), первому мужу Цецилии. От брака с ним у неё было несколько детей, из которых выжили сын Мартин (род. 1879) и дочь Цецилия (род.1881). После смерти Йозефа она вышла замуж за Андреаса Грубера. 6 февраля 1887 года у супругов родилась дочь Виктория. Она не была единственным ребёнком в семье, но лишь она дожила до взрослого возраста. Остальные же скончались в детстве из-за отсутствия должного ухода.
Семья Груберов была довольно обеспеченной и в то же время пользовалась дурной славой среди односельчан. Андреас отличался тяжёлым характером, он постоянно конфликтовал с соседями и нарывался на драки. Цецилия и Виктория часто становились жертвами домашнего насилия с его стороны. Виктория росла тихой и спокойной, пела в церковном хоре местной приходской церкви Святого Венделина. Когда ей исполнилось 16 лет, Андреас стал вступать с дочерью в половую связь, наиболее вероятно, путём принуждения. Цецилия-старшая никак не пыталась этому помешать. Груберы жили почти отшельниками на своём хуторе: в холодное время года они сами выполняли все дела по хозяйству, а рабочих нанимали только в сезон посевных работ и сбора урожая. Прислуга из-за нрава Андреаса в усадьбе долго не задерживалась. С местными Груберы контактировали только в случае крайней необходимости, из-за чего об инцесте никто не знал.
3 апреля 1914 года Виктория вышла замуж за Карла Габриэля (род. 16 декабря 1888 года). Осталось неизвестным, знал ли Карл об отношениях, связывающих Викторию с отцом, как и его мотивы вступления в брак. Груберы были более зажиточными, чем семья Габриэлей, и существовали предположения, что Карл видел в девушке лишь богатую невесту с крупным приданым в виде хутора и не питал к ней романтических чувств. 11 марта 1914 года, за месяц до свадьбы, все права на владения усадьбой Андреас и Цецилия переписали на дочь. После заключения брака Хинтеркайфек стал принадлежать на 3/4 Виктории и на 1/4 Карлу. Дети Цецилии от первого брака получили денежную компенсацию — сын Мартин 100 марок, дочь Цецилия 650 марок. Впоследствии Мартин был призван на фронт в 1915 году и погиб спустя год. Цецилия в 1902 году вышла замуж за Йозефа Штаррингера. Она получила половину наследства после убийства и скончалась в 1953 году.
Через несколько недель супружеской жизни Карл по неизвестным причинам покинул Хинтеркайфек и вернулся к родителям в посёлок Лааг в районе Нойбург-Шробенхаузен. В 1952 году один из наёмных рабочих Георг Сигл заявил, что Карл ушёл, узнав об интимных отношениях между женой и тестем. Не установлено, планировал ли он развестись с Викторией, но когда спустя 4 месяца 14 августа он был записан волонтёром в военную книгу, то в качестве домашнего адреса указал родительский дом в Лааге. 8 декабря 1914 года в составе 13-го резервного пехотного полка Карл Габриэль был отправлен на фронт во Францию и спустя 4 дня, 12 декабря погиб в битве при Аррасе. Он был похоронен в братской могиле на военном кладбище в Сен-Лоран-Бланжи. Спустя месяц после его смерти, 9 января 1915 года, Виктория родила дочь, названную тоже Цецилией, отцом которой посмертно был записан Карл. По закону 1/4 прав Карла на владение Хинтеркайфеком перешли по наследству к его дочери.
Правда об инцесте всплыла, когда Виктория призналась во всём на исповеди у местного священника Михаэля Хааса, который, не выдержав, нарушил тайну исповеди. 28 мая 1915 года, после закрытого судебного процесса, проведённого областным судом Нойберга, Андреаса за кровосмешение приговорили к году каторжных работ на основании показаний нескольких свидетелей. Виктория была приговорена только к 1 месяцу тюрьмы. Когда Грубер отбыл наказание и вернулся домой, всё возобновилось.
В 1918 году у соседа Груберов и уважаемого в посёлке человека Лоренца Шлиттенбауэра (род. 17 августа 1874 года) умерла неофициальная жена. Через две недели после её похорон Лоренц вступил в своём сарае в интимную связь с Викторией. Сам Лоренц позже утверждал, что это Виктория его соблазнила. Через некоторое время выяснилось, что Виктория беременна. Отцом ребёнка могли быть как и Андреас, так и Лоренц (по словам последнего, у него было пять подобных половых контактов с Викторией), из-за чего возникла крайне тяжёлая ситуация: если бы ребёнок Виктории официально не имел отца, то это фактически доказывало бы, что он появился на свет в результате инцеста Виктории с Андреасом. Шлиттенбауэра же могли обвинить в прелюбодеянии, что сильно осуждалось сельским обществом того времени. Впрочем, Лоренц симпатизировал Виктории, и, поскольку ему на ферме действительно была нужна новая хозяйка, он пришёл к Андреасу просить руки его дочери. Хотя это была довольно взаимовыгодная для обеих сторон сделка (пусть даже Лоренц и не считал, что ребёнок его), Андреас категорически отказался выдавать Викторию за Лоренца замуж. По словам Шлиттенбауэра, отказ Грубер мотивировал тем, что «сам сможет приласкать свою дочь». Ходили слухи, что Виктория вступила в интимную связь с соседом, только чтобы у ребёнка был официальный отец.
9 июля 1919 года Виктория родила сына, Йозефа Габриэля; официально он так и не имел отца. В качестве опекуна был записан Андреас, арестованный 13 и оправданный (сняты все обвинения) 29 сентября: Виктория уговорила Лоренца признать отцовство. Шлиттенбауэр согласился, хотя это поставило его в крайне тяжёлое положение: признавая Йозефа, но в то же время не будучи женатым на Виктории, он в итоге обязывался выплачивать алименты на содержание сына вплоть до совершеннолетия. Сам Йозеф родился крайне болезненным и сильно отставал в физическом развитии: за два года он почти не вытянулся в росте и умещался в люльке для новорождённых. Многие односельчане сочли это доказательством кровосмешения.

## Преступление

### Предшествующие события
За некоторое время до убийства Виктория начала проявлять беспокойство, ей казалось, что за ней кто-то наблюдает. Однажды она увидела незнакомого мужчину, наблюдающего за их двором. Андреас также замечал этого незнакомца, но не придавал этому особого значения. 30 марта 1922 года Андреас приехал на рынок в Шробенхаузен и в разговоре с одним из местных продавцов, закупавшим у Груберов кур, упомянул, что накануне ночью слышал шум на чердаке и видел свет факелов неподалёку от дома, но, выйдя, никого не увидел. Утром он обнаружил на снегу ведущие из леса в дом две пары следов, однако обратно к лесу следов не было. Осмотрев двор и дом, Андреас нашёл следы взлома помещений, но не увидел следов обуви в самом сарае, вещи были нетронуты и из дома ничего не пропало. Кроме этого, Грубер нашёл мюнхенскую газету, которую никто в посёлке не выписывал, что также показалось ему подозрительным. Позже он сообщил соседу Лоренцу Шлиттенбауэру, что пропали его ключи от усадьбы. Соседи посоветовали Андреасу обратиться в полицию, но он отказался. Такое решение их не удивило, ведь Андреас всегда старался минимизировать контакты с окружающим миром.
На следующий день, 31 марта, в 17 часов в усадьбу прибыла новая горничная — 45-летняя Мария Баумгартнер. С предыдущего места работы её уволили из-за сложностей физического и психологического характера. Мария от рождения была калекой — одна из ее ног на несколько сантиметров была короче другой, из-за чего у неё была «утиная походка». Малейшие шутки на тему её хромоты вызывали у неё приступы хандры и депрессии. Сестра Марии, которая сопровождала её до нового места работы, вероятно, была последним человеком, кто видел семью Груберов до преступления. Предыдущая горничная Кресценц Ригер (род. 25 апреля 1897 года) начав работать в усадьбе со 2 ноября 1920 года, спешно покинула Хинтеркайфек за восемь месяцев до преступления, когда начала замечать странности, которые списала на появление привидений. Кроме того, сообщалось, что она увидела Андреаса и Викторию занимающимися сексом на сеновале.

### Обнаружение тел
В субботу 1 апреля 1922 года 7-летняя Цецилия Габриэль не пришла в школу — это даёт понять, что преступление произошло либо поздно вечером в пятницу 31 марта, либо в ночь на 1 апреля. В последующие три дня Груберов никто не видел, хотя соседи были уверены, что в усадьбе кто-то есть: 1 апреля из печной трубы шёл дым, а в окнах иногда зажигался свет. В тот же день в усадьбу приехали продавцы кофе Ганс и Эдуард Шировски, у которых с Андреасом была заранее назначена встреча, но дверь им не открыли, и они уехали (позже оба заявили, что все двери усадьбы были закрыты, кроме ворот в машинное отделение). В воскресенье 2 апреля Груберы не пришли в церковь Святого Венделина, а вечером того же дня местный столяр Михаель Плек видел возле кромки леса, принадлежавшей Груберам, свет от карманного фонаря; на его оклик фонарь был потушен. Почтальон Франк Мейер, который каждый день приезжал в усадьбу с почтой, все три дня бросал корреспонденцию в окно кухни, потому что дверь ему не открывали. Между тем померанский шпиц Груберов, которого они обычно держали на улице, и их домашний скот также не были замечены.
4 апреля в 9 часов утра в усадьбу приехал мастер по ремонту двигателей Альберт Хофнер, с которым у Груберов также была назначена встреча. Он не видел собаку, но слышал её лай; дверь ему тоже не открыли. Он прождал хозяев час, а затем нашёл в пристройке двигатель и принялся за его починку. Работа продолжалась 4 с половиной часа, в течение которых Хофнер насвистывал песни и запускал для проверки двигатель. На производимые им звуки никто не откликнулся. Когда Хофнер закончил работу, он снова обошёл усадьбу, но так никого и не встретил — позже он утверждал, что ему бросились в глаза распахнутые двери сарая (где и найдут тела), потому что ему показалось, что они были закрыты, когда он приехал ранее. Он отправился к Лоренцу Шлиттенбауэру и отчитался о проделанной работе, заодно сообщив об отсутствии людей. Лоренц тогда отправил в усадьбу двух своих сыновей, Иоганна и Йозефа, но и те вернулись, сообщив, что никого не видели. Лоренцу это показалось подозрительным, и примерно в 16 часов, прихватив с собой 4 человек, он явился в усадьбу. Зайдя в сарай, Лоренц и сопровождавшие его нашли тела Андреаса и Цецилии Груберов, Виктории и её дочери Цецилии. Тела были свалены в одну кучу прямо у дверного проёма сарая, сверху их частично забросали сеном и прикрыли старой дверью. Они были мертвы не первый день, у всех четверых были размозжены головы: на них были видны глубокие раны от некоего острого предмета. Тело Марии Баумгартнер было найдено в её спальне, тело Йозефа — в его коляске в детской. Причины их смерти были аналогичными.
В 18:15 того же дня полиция Мюнхена получила сообщение об убийстве и в 21:30 прибыла в усадьбу. К тому времени возле места происшествия столпились все жители посёлка.

## Расследование
Место убийства выглядело крайне странно и необычно: несмотря на насильственную смерть хозяев, в доме царил порядок; следы от взлома, борьбы или кражи отсутствовали. Тогда, в 1922 году, полиция Мюнхена не составила детального акта осмотра места происшествия — все наблюдения описали поверхностно.
Было очевидно, что убийство произошло не с целью ограбления. Андреас Грубер не доверял банкам и хранил все свои сбережения в усадьбе в различных тайниках (во время обыска там обнаружились даже довоенная валюта и просроченные векселя), о чём знали все местные. Сумма сбережений размером в 1880 золотых марок была найдена нетронутой вместе с кипой облигаций в копилке Андреаса на видном месте в комоде. Там же находилась шкатулка с немногочисленными золотыми украшениями. В детской прямо на кровати лежал нетронутым открытый кошелёк. Тем не менее, в полицейских отчётах именно ограбление было названо самой вероятной причиной убийства, потому как никто не знал, сколько именно денег хранил Андреас. Полиция предположила, что какую-то часть нападавший всё же забрал с собой. Осмотр проходил поздно вечером и из-за этого получился беглым. Следующий начался 5 апреля, примерно в 6 часов утра.
Осмотр тел показал, что преступление произошло тогда, когда семья готовилась ко сну. Андреас был одет лишь в кальсоны и исподнюю рубашку, Цецилия-младшая — в ночную сорочку, лишь Виктория с матерью имели на себе повседневную одежду. Мария Баумгартнер также была одета в верхнюю одежду, рядом с её телом нашли нераспакованную сумку с личными вещами. Все шестеро были убиты на том же месте, где их и нашли. Ряд кровавых брызг и человеческих следов вёл из сарая в дом, на кухню, затем в комнату горничной и в детскую. Полиция в дальнейшем установила на основе следов, что преступник носил грубые мужские ботинки, и что именно он оставлял кровавые брызги при передвижении. Следственные эксперименты показали, что крики в сарае не могли быть слышны ни в одной из комнат усадьбы.
На следующий день в усадьбу прибыли два кинолога с поисковыми собаками. Собаки нашли след преступника в доме, но возле кромки леса потеряли его. Обыск местности вокруг результатов не дал. Шпиц Груберов был найден привязанным в конюшне: он был жив, но слегка избит. Скот также был заперт в своём помещении; чтобы животные не кричали от голода, преступник рассыпал по полу корм, но навоз не убирал.
Дальнейший осмотр нежилых помещений усадьбы показал, что преступник жил в Хинтеркайфеке несколько суток после убийства, а возможно, обитал там и накануне. Ему сыграл на руку тот факт, что вся усадьба представляла собой одно сплошное здание: жилые и нежилые помещения сообщались между собой, что позволяло беспрепятственно попадать из одной комнаты в другую, не выходя при этом во двор. Это объясняло, почему преступник не был замечен соседями. На чердаке в северной части дома — над помещением с двигателем, который 4 апреля ремонтировал Альберт Хофнер, — были найдены следы временного проживания человека: солома была примята и утрамбована, везде валялись объедки и мусор. Пол на чердаке был частично разобран, и в конюшню свисала, привязанная тугим крепким узлом к стропилу, толстая верёвка, способная выдержать человека, — злоумышленник вполне мог использовать её для быстрого перехода с чердака в сарай. Кусок такой же верёвки был найден в подсобном помещении возле амбара. Помимо этого было обнаружено полное отсутствие запасов хлеба, а так же были найдены куски свежезарезанного мяса.
6 апреля из Нойберга в усадьбу прибыли судмедэксперт Иоганн Баптист Аумюллер и помощник по правовым вопросам Генрих Ней. На импровизированном операционном столе под открытым небом они провели вскрытие тел, результаты аутопсии были следующими:
- Цецилия Габриэль (7 лет): череп разбит накрест несколькими ударами острым тяжёлым предметом. На шее несколько преданных[неизвестный термин] поперечных ран, вызывающих обильное кровотечение. На щеке справа от носа — странное круглое ранение, оставленное неизвестным предметом. Подбородок разбит тупым твёрдым орудием. На шее кровавые следы от детских пальчиков, оставленные, очевидно, самой Цецилией в попытке зажать кровоточащие раны. В руке крепко зажат пучок вырванных волос, которые, как позже было установлено, принадлежали Виктории. Аумюллер пришёл к выводу, что в течение какого-то времени после получения ран девочка ещё была жива и вполне могла выжить, если бы вовремя получила соответствующую помощь.
- Цецилия Грубер (72 года): череп имеет множественные переломы и 7 ран от острого тяжёлого предмета на правой стороне.
- Виктория Габриэль (35 лет): правая сторона лица разбита тупым предметом, на черепе найдено 9 крестообразных ран. На шее — следы удушения.
- Мария Баумагртнер (44 года): на затылке — глубокие (4 сантиметра) следы ран от крестовых ударов. По височной части головы (с правой стороны) был нанесён массивный удар.
- Йозеф (2 года): два сильнейших рубящих удара в височную область головы.
- Андреас Грубер (63 года): правая половина лица полностью рассечена глубоким рубящим ударом.

Поскольку тела были свалены у порога сарая, а проход в сарай имел небольшую ширину, вряд ли дававшую возможность прохода через него сразу нескольких человек, полиция пришла к выводу, что убийца каким-то образом по одному заманил всех четверых в сарай. Экспертиза показала, что Мария и Йозеф были убиты самыми последними; возможно, они не входили в планы убийцы и были расценены им как лишние свидетели.
Сначала считалось, что преступление было совершено с помощью кирки Андреаса, найденной прислонённой к скотным яслям. Позже в своём заключении судебные криминалисты затруднились определить орудие убийства, поскольку посчитали, что некоторые раны (вроде разрезов на шее Цецилии) явно не были оставлены вышеупомянутой киркой. По их мнению, использовалось несколько приспособлений.
Расследование преступления возглавил 56-летний Георг Рейнгрубер. 7 апреля он, согласовав своё решение с Баварским Управлением министерства внутренних дел, отдал приказ опубликовать сведения о вознаграждении в 100 000 марок, которое готова была выплатить полиция за любые сведения о происшествии. Трупы обезглавили, а черепа отправили в Мюнхен, где они были переданы ясновидящим, никаких дополнительных данных получить не удалось.

## Подозреваемые

### Лоренц Шлиттенбауэр
Среди основных подозреваемых значился Лоренц Шлиттенбауэр. Его мотивом могла быть месть за нанесённое оскорбление или нежелание выплачивать алименты. У него не было подтверждённого алиби на ночь с 31 марта по 1 апреля — по первоначальным показаниям, в тот вечер он сказал домочадцам, что будет ночевать в сарае, однако подтвердить, действительно ли он провёл там ночь, никто не мог. В 1930 году вторая жена Лоренца неожиданно поменяла показания и заявила, что ту ночь они провели вместе. В свою очередь, сам Шлиттенбауэр немного нарушил работу полиции: обнаружив убитых в сарае, Лоренц, как он позже пояснил полиции, поменял местоположение тел Андреаса и Виктории. Свои действия он объяснил испугом того, что среди тел мог лежать его сын Йозеф. Он подтвердил, что в процессе поиска перевернул тело Андреаса на спину. В результате осталось доподлинно неизвестным, в каком порядке тела были свалены в кучу, и, соответственно, было невозможно установить, в каком порядке жертвы были убиты. Мотивация действий Шлиттенбауэра вызывает сомнения: во-первых, хотя он и признал Йозефа, но явно не питал к нему нежных чувств; во-вторых, присутствовавший тогда в сарае с Лоренцом сосед Груберов Георг Зигл утверждал, что ему показалось, будто Шлиттенбауэр не был шокирован. Зигл заявил полиции, что действия Лоренца были очень уверенными, и что он намеренно передвинул тела. Впоследствии Зигл даже уговаривал сына Шлиттенбауэра дать показания против своего отца, за что Шлиттенбауэр подал на него жалобу в суд. Поскольку вина Лоренца в убийстве так никогда и не была доказана, суд взыскал с Зигла штраф за клевету в размере 40 марок.
В 1925 году местный учитель Ганс Иблаггер столкнулся со Шлиттенбауэром возле руин бывшей усадьбы. С его слов, Шлиттенбауэр тогда заявил ему о предполагаемой попытке преступника закопать тела на месте их обнаружения, но это было невозможно из-за состояния почвы (сам Шлиттенбауэр и другие свидетели о подобном до этого никогда не говорили).
Все последующие годы Шлиттенбауэр, если он участвовал в дискуссиях по поводу убийства в усадьбе, говоря об убийце нередко начинал рассуждать в первом лице. Как итог, Шлиттенбауэр рассматривался общественностью как самый потенциальный кандидат на роль убийцы. Шлиттенбауэр умер в 1941 году, но перед смертью успел выиграть несколько поданных им гражданских исков за клевету.

### Карл Габриэль
Существовали сомнения касательно смерти Карла Габриэля, мужа Виктории (утверждалось, что он был убит во французских окопах в 1914 году): нередко случалось, что родственники получали уведомление о смерти солдата, а он впоследствии возвращался домой. Тело Габриэля не было найдено, но большинство его однополчан подтвердили, что видели момент его смерти, и писали об этом в докладах полиции.
После окончания Второй мировой войны несколько вернувшихся досрочно из советского плена репатриантов из района Шробенхаузен независимо друг от друга заявили, что их отправку домой организовал некий советский офицер, который хорошо говорил по-немецки и с баварским акцентом. Этот же офицер, с их слов, прямо сказал им, что это он убил людей в Хинтеркайфеке. Впоследствии несколько заявителей отказались от своих слов. Личность этого офицера (как и то, что он мог быть дезертировавшим Карлом Габриэлем) установить не удалось.

### Йозеф Бертль
Йозеф Бертль (род. в 1897 году в Гайзенфельде) был душевнобольным пекарем, который в 1921 году сбежал из гюнцбургской лечебницы. Он попал под подозрение, потому что в лечебницу его посадили после того, как после ареста (Бертель входил в шайку, которая грабила фермы, вынуждая хозяев угрозами отдать им печатные деньги) у него развился психоз. Судьба Бертеля после побега осталась невыясненной: в начале 1926 года прокуратура Нойбурга получила ордер на его арест после того, как Бертля, предположительно, видели в Южной Баварии.

### Братья Гамп
На причастность проверялись братья Адольф и Антон Гампы. Первый был под подозрением, потому что во время следствия он был обвинён в убийстве девятерых фермеров в Верхней Силезии, но никаких доказательств о его причастности найдено не было и он умер в 1944 году. Второй был арестован в 1951 году, когда их сестра Кресентия Майер на смертном одре заявила священнику Антону Хауберу, что убийства совершили Адольф и Антон. Как и случае с Адольфом, доказательств причастности Антона найдено не было и он вскоре был отпущен, а в 1954 году дело против него было закрыто.
Полиция также прорабатывала мотив ограбления и допросила нескольких жителей из окрестных селений, а также путешествующих ремесленников и бродяг. От этой теории отказались, когда в доме была найдена большая сумма денег. Считается, что нападавший оставался на ферме в течение нескольких дней — за это время он с лёгкостью мог найти и забрать все ценные вещи.
Инспектор Георг Райнгрубер и его коллеги из Мюнхенского департамента полиции приложили огромные усилия к расследованию убийств. За годы расследования были безрезультатно допрошены (последний раз — в 1986 году) 100 подозреваемых.
В 2007 году студенты Polizeifachhochschule (Полицейской академии) в Фюрстенфельдбруке получили задание вновь расследовать дело, теперь — с использованием современных методов. Они пришли к выводу, что невозможно полностью раскрыть преступление, так как прошло слишком много времени; из-за примитивности методов расследования того времени и Второй мировой войны были утеряны необходимые улики; все подозреваемые уже умерли. Тем не менее, студентам удалось установить главного подозреваемого. Его имя не было названо из уважения к его ныне живущим родственникам.

### Пауль Мюллер
Автор Билл Джеймс в своей книге "Человек с поезда" утверждает, что некто, известный как Пауль Мюллер, немецкий мигрант, возможно, ответственен за эти убийства. Мюллер был единственным подозреваемым в убийстве семьи в Массачусетсе в 1898 году, и Джеймс, основываясь на собственных исследованиях архивов американских газет, считает, что жертвами Мюллера стали десятки людей. Убийства в Хинтеркайфеке имеют некоторые сходства с предполагаемыми преступлениями Мюллера в Соединенных Штатах, в том числе: (1) убийство целой семьи в их отдельно стоящем доме, (2) использование тупого края сельскохозяйственного инструмента в качестве орудия (кирка), (3) перемещение и укладку друг на друга тел погибших, (4) очевидное отсутствие ограбления в качестве мотива. Джеймс подозревает, что Мюллер, которого современные СМИ описывают как немецкого иммигранта, мог уехать из США на родину в 1912 году после того, как частные детективы и журналисты начали замечать и предавать огласке закономерности в убийствах семей по всей стране.

## Похороны и судьба хутора
Коммуна Нойбург-Шробенхаузена решила проявить милосердие и похоронила убитых на собственные средства. Похороны состоялись 8 апреля 1922 года, отпевание (проводил Михаэль Хаас) и захоронение происходили на кладбище Вайдхофена. Все шестеро погибших были захоронены в одной могиле под общим обелиском. На прощании гробы были закрыты, что объясняется сильными увечьями тел и отделением их черепов для исследований в Мюнхене. Черепа впоследствии так и не вернули, и они были утеряны во время Второй мировой войны.
Недалеко от места, где была расположена ферма, был установлен крест-«мартерл». Усадьбу снесли в 1923 году.

## В искусстве
Существует два фильма с названием «Хинтеркайфек»: Ганса Фегерта (1981) и Курта К. Хибера (1991). В 2009 году вышел мистический триллер Hinter Kaifeck (режиссёр — Эстер Гроненборн, продюсер — Моника Ребель; в главных ролях — Бенно Фюрман и Александра Мария Лара).
В 2006 году немецкая писательница Андреа Мария Шенкель написала роман «Tannöd», в котором рассказывается история Хинтеркайфека с изменёнными именами и названиями. Этим же делом, предположительно, был вдохновлён роман The Murdered House французского писателя Пьера Маньяна. В этой книге младшая жертва бойни выживает и возвращается на ферму взрослой, чтобы расследовать преступление.
Мюнхенский журналист Петер Лёйшнер написал две книги с названием Hinterkaifeck: Der Mordfall. Spuren eines mysteriösen Verbrechens («Хинтеркайфек: дело об убийстве. Следы загадочного преступления») — в 1979 и 1997 годах. Вторая книга является продолжением первой. В этих книгах Лёйшнер цитирует оригинальные полицейские документы.
В 2018 году делу был посвящен эпизод сериала Lore.
Обстоятельства убийства подробно описываются в главе 9 романа «Июнь» Дмитрия Быкова.
В 2017 году в последней главе книги "Человек с поезда", американского журналиста Билла Джеймса (Bill James) и его дочери Рэйчел МакКарти Джеймс, кратко обсуждается случай в Хинтеркайфеке. Авторы полагают вероятным, что убийства в Германии совершил некто Пол (Пауль) Мюллер (Миллер) - заглавный серийный убийца, который, в предположении авторов, расправился с несколькими семействами в Соединённых Штатах при схожих обстоятельствах в период с 1898 по 1912 год. Убийства, приписываемые Мюллеру, включая убийство в Виллиске, по-видимому имели характер случайных ночных вторжений в дома в небольших железнодорожных городках или вблизи них, в результате чего целые семьи оказывались забиты насмерть тупым концом топора или схожего орудия, найденного поблизости. Мотивом этих преступлений, вероятно, было садическое и некрофилическое влечение к девушкам предпубертатного возраста. Авторы оценивают шансы, что Мюллер и есть убийца из Хинтеркайфека, как "более или менее вероятные", но приходят к выводу, что "нет никаких реальных оснований полагать, что это не он".